# Creutzfeldt–Jakobs sjukdom
Creutzfeldt–Jakobs sjukdom (engelska: Creutzfeldt–Jakob disease, förkortning: CJD) är en dödlig prionsjukdom som leder till hjärnskada.
Creutzfeldt–Jakobs sjukdom är en obotlig hjärnsjukdom, och finns i flera varianter. Den vanligaste är sporadisk, det vill säga utan känd orsak. Den näst vanligaste är ärftlig. CJD kan också i sällsynta fall överföras till individen, bland annat så kallat iatrogent, det vill säga via medicinska ingrepp. Den liknande sjukdomen variant Creutzfeldt–Jakobs sjukdom, förkortas vCJD, är en annan överförd prionsjukdom som är den som gett sjukdomarna medial uppmärksamhet under 1990-talet i och med att människor fick sjukdomen efter att ha ätit nötkött smittat av galna ko-sjukan.
Prionsjukdomar skapas då ett protein veckas på ett felaktigt sätt och där den nya, felaktiga, veckningen kan göra att även korrekt veckade proteiner får den felaktiga veckningen. Sådana felaktigt veckade proteiner kallas prionproteiner, och det första prionproteinet i en smittspridning bildas genom mutation i genen som kodar för det. Sjukdomen upptäcktes i början av 1920-talet av två tyska neuropatologer som hette Hans Creutzfeldt och Alfons Maria Jakob, efter vilka sjukdomen har sitt namn.

## Förekomst
I de flesta länder där man studerat förekomsten av Creutzfeldt–Jakobs sjukdom är antalet insjuknade ungefär 1 per en miljon invånare och år. I Sverige drabbas årligen 10–20 personer av sjukdomen.

## Typer

### Sporadisk CJD
Den vanligaste typen av CJD är sporadisk, det vill säga att sjukdomen uppstår utan känd orsak hos en person. Sporadisk CJD står för omkring 85 procent av alla fall av CJD. Nästan alla övriga fall är av typen ärftlig CJD.

### Ärftlig CJD
Ärftlig CJD står för ungefär 15 procent av samtliga fall av CJD. En rad förändringar i prionets aminosyrestruktur medför att en individ med sådana förändringar lättare insjuknar i en prionsjukdom. Ärftligt CJD är liknande sjukdomar som Gerstmann–Sträussler–Scheinkers sjukdom (GSS) och fatal familjär insomni (FFI), som också är ärftliga prionsjukdomar. Alla tre sjukdomar finns i begränsade delar av världen, till exempel är ärftlig Creutzfeldt–Jakobs sjukdom vanligare i Finland än i de andra nordiska länderna. Det finns endast en familj med GSS i hela Sverige. 

### Överförd CJD

#### Iatrogen CJD
Creutzfeldt–Jakobs sjukdom kan överföras iatrogent, alltså via sjukvård. I Sverige finns inga kända fall med iatrogen CJD. 
Drygt 400 fall av iatrogen CJD är kända i världen. Nästan alla av dem har fått inopererat delar av den hårda hjärnhinnan eller hypofysen från en avliden person som hade CJD, innan man hade kunskap om sjukdomen CJD och hur den smittar.
Tidigare använde hypofysextrakt från människa för att producera tillväxthormon. Detta tillväxthormon kallas humant tillväxthormon (hGH) och har använts sedan 1950-talet. Det användes som behandling mot kortväxthet hos barn. De flesta fallen av det här har förekommit i USA, Storbritannien och Frankrike, där man använde andra separationstekniker än i Sverige och Japan (där fler än 50 000 personer har fått hGH). I mitten av 1980-talet började man tillverka genteknik för att framställa hGH, som såleds inte utvinns från hypofyser från människan och därför är garanterat smittfritt. Orsaken till att hypofysextrakt kunde vara en smittväg för CJD var att det fanns skadliga prionproteiner i hypofysvävnaden hos personer med CJD. Trots detta utvinns fortfarande hGH av både människors och djurs hypofyser och säljs på bland annat internet. I Sverige används genteknik för att framställa de aktuella hormonerna och endast hormoner som godkänts av Läkemedelsverket får användas.
Det finns ett par fall i världen där sjukdomen överförts via transplantat av hornhinna.

#### Variant CJD

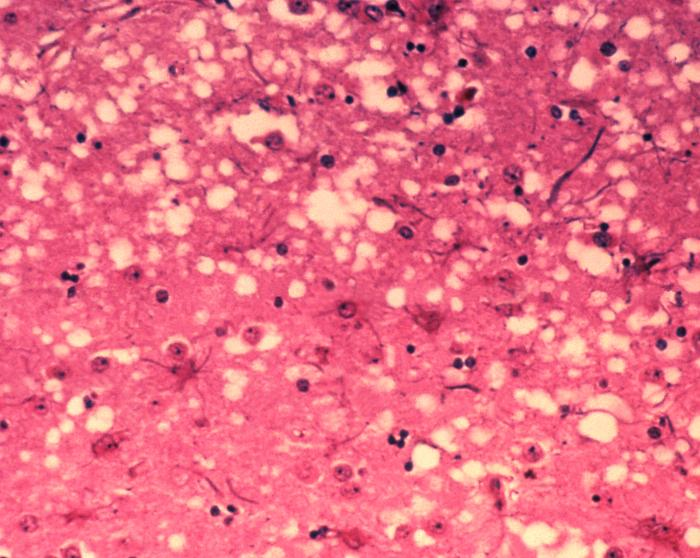
Mikroskopbild av ett galna ko-sjuksmittat djurs hjärna.

Variant CJD (vCJD) är inte en form av Creutzfeldt–Jakobs sjukdom trots namnet, utan en annan sorts överförd prionsjukdom. I Sverige finns inga konstaterade fall av vCJD. vCJD anses bero på intag av produkter från nötkreatur som smittats med bovin spongiform encefalopati (BSE), även kallad galna ko-sjukan.
Mellan åren 1995 och 2004 avled 152 personer av vCJD i Storbritannien i en sjukdom som liknar vanliga CJD mycket. De som drabbas av vCJD avviker genom att symptomen mer är psykiska och sensoriska (mer känsel) och mindre av demens. Man anser att sjukdomen uppkommer genom att man ätit nötkött där djuren lidit av galna ko-sjukan. Det finns ett fåtal liknande dödsfall i andra länder än Storbritannien. Under en tid avled ett stort antal djur i Storbritannien av BSE – antalet har dock minskat tack vare åtgärder. Detta har lett även till en minskning av vCJD.

## Symptom
Vid icke-ärftliga former av sjukdomen visas symptomen i regel vid 60–70-årsåldern. Sjukdomen har ett snabbt förlopp, och leder snart till döden, oftast efter 6 till 12 månader. Sjukdomen är främst en demenssjukdom, vilket betyder att personer drabbas av minnesstörningar och andra störningar i tankeförmågan, vilket leder till att socialt liv och arbete påverkas allvarligt. Demens och balansstörningar är de första symptomen till sjukdomen, senare tillkommer till exempel förlamningar, ofrivilliga rörelser, muskelryckningar, svårigheter att tala och svälja samt hallucinationer.

## Behandling
Det finns ingen behandling som kan bota eller lindra sjukdomen. Däremot finns det behandling som lindrar symptom och som ger stöd för personen att klara av sjukdomen.

## Diagnostik
Den säkraste diagnosen baseras på mikroskopisk undersökning av ett vävnadsprov från hjärnan. Andra sätt är inte lika exakta och visar bara på saker som är karakteristiska för sjukdomen: bland annat EEG-undersökning och magnetkamera.